# Henrik Sandberg
Henrik Thaulow Sandberg (15. maj 1919 i København – 19. marts 1993 i Spanien) var en dansk filmproducer og manuskriptforfatter ved Merry Film, der bl.a. producerede og skrev film som Majorens oppasser og Pigen og millionæren.
Han var søn af skuespilleren Else Frölich og instruktøren A.W. Sandberg og indledte sin karriere hos Monterossi Reklamefilm. Under besættelsen var han med i Modstandsbevægelsens Filmgruppe. Efter krigen ernærede han sig som filmudlejer og var fra 1954 til 1957 ansat som produktionsleder hos – paradoksalt nok – Henning Karmark (som havde været nazist). I 1958 gik Sandberg solo og grundlagde Merry Film.
Han er begravet på Vor Frelsers Kirkegård.

## Udvalgt filmografi
- Majorens oppasser (1964), producer og manuskriptforfatter
- Flådens friske fyre (1965), producer
- Pigen og millionæren (1965), producer og manuskriptforfatter
- Pigen fra Egborg (1969), producer
- Præriens skrappe drenge (1970), producer
- Guld til præriens skrappe drenge (1971), producer
- Piger i trøjen (1975), producer
- Piger i trøjen (1976), producer
- Alt på et bræt (1977), producer